# Metazygia mariahelenae
Metazygia mariahelenae là một loài nhện trong họ Araneidae.
Loài này thuộc chi Metazygia. Metazygia mariahelenae được Herbert Walter Levi miêu tả năm 1995.